# Dunawci (obwód Widyń)
Dunawci (bułg. Дунавци) – miasto w północno-zachodniej Bułgarii, w obwodzie Widin, w gmienie Widin. Burmistrzem jest Dimczo Skorczew.
Dunawci znajduje się blisko Dunaju przy ujściu rzeki Widboł. Położone jest 8 km od miasta Widin.